# Welykoploske
Welykoploske (ukrainisch Великоплоске; russisch Великоплоское Welikoploskoje) ist ein Dorf in der ukrainischen Oblast Odessa mit etwa 3300 Einwohnern (2001).

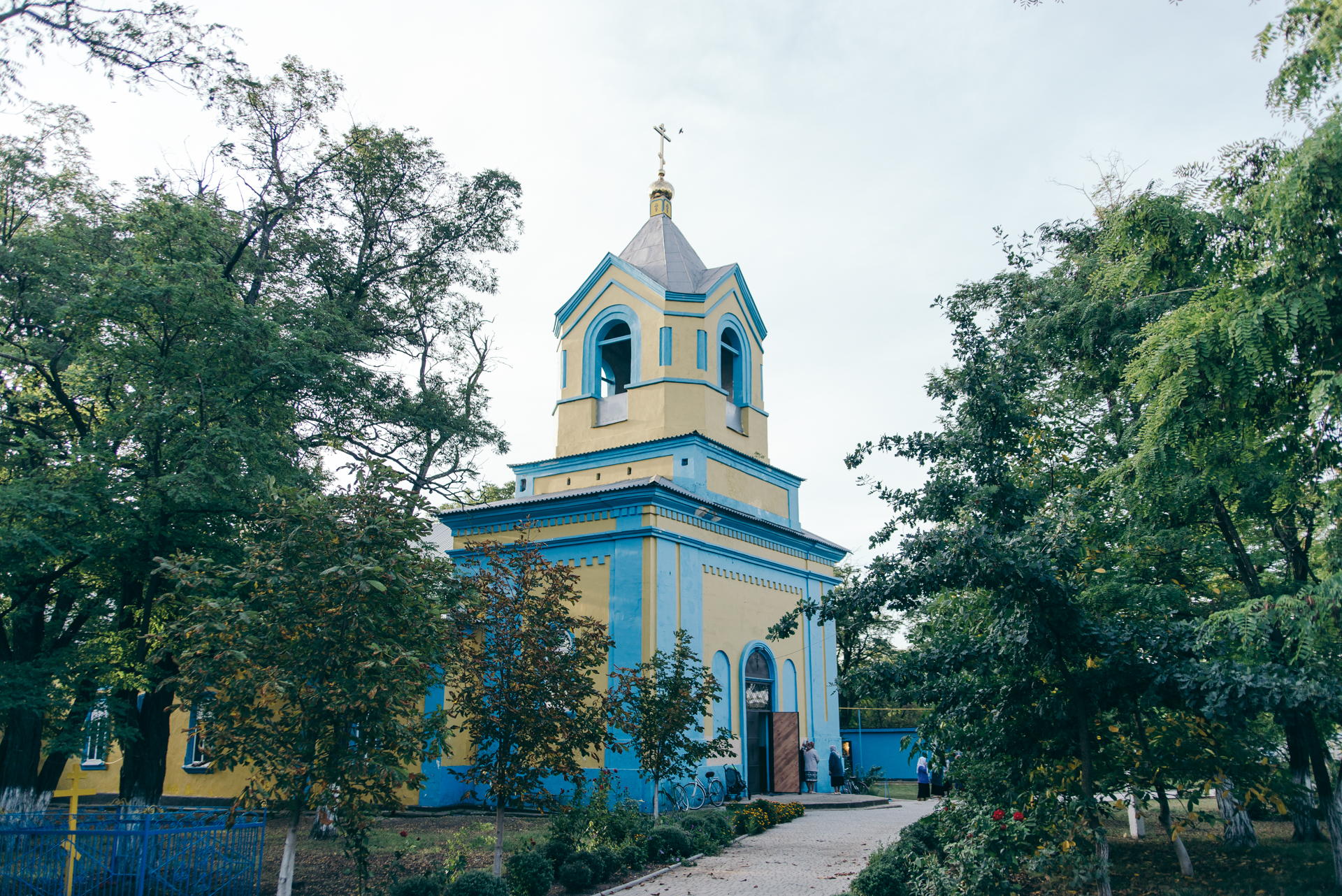
Kirche im Ort

Das 1822 gegründete Dorf liegt im Schwarzmeertiefland auf 186 m Höhe nahe der Grenze zur von der Republik Moldau abtrünnigen Transnistrien, 27 km westlich vom ehemaligen Rajonzentrum Welyka Mychajliwka und 125 km nordwestlich vom Oblastzentrum Odessa.
Der heute zur Ukraine gehörende Ort war zwischen 1924 und 1940 ein Teil der Moldauischen Autonomen Sozialistischen Sowjetrepublik und lag hier im Rajon Tiraspol.
Im Dorf kreuzen sich die Territorialstraßen T–16–15 und T–16–34.
Westlich vom Dorf befindet sich ein Grenzübergang nach Transnistrien. Die transnistrische Stadt Tiraspol befindet sich 27 km südwestlich von Welykoploske.

## Verwaltungsgliederung
Am 10. August 2018 wurde das Dorf zum Zentrum der neugegründeten Siedlungsgemeinde Welykoploske (Великоплосківська сільська громада/Welykoploskiwska silska hromada), zu dieser zählen auch noch die 11 in der untenstehenden Tabelle angeführten Dörfer, bis dahin bildete es die gleichnamige Landratsgemeinde Welykoploske (Великоплосківська сільська рада/Welykoploskiwska silska rada) im Westen des Rajons Welyka Mychajliwka.
Seit dem 17. Juli 2020 ist es ein Teil des Rajons Rosdilna.
Folgende Orte sind neben dem Hauptort Welykoploske Teil der Gemeinde:
| Name                     | Name           | Name                           |
| ukrainisch transkribiert | ukrainisch     | russisch                       |
| ------------------------ | -------------- | ------------------------------ |
| Antono-Kowatsch          | Антоно-Ковач   | Антоно-Ковач                   |
| Kistelnyzja              | Кістельниця    | Кистельница (Kistelniza)       |
| Maloploske               | Малоплоске     | Малоплоское (Maloploskoje)     |
| Nowoantoniwka            | Новоантонівка  | Новоантоновка (Nowoantonowka)  |
| Nowosawyzke              | Новосавицьке   | Новосавицкое (Nowosawizkoje)   |
| Oleh                     | Олег           | Олег (Oleg)                    |
| Orel                     | Орел           | Орёл (Orjol)                   |
| Pokrowka                 | Покровка       | Покровка                       |
| Prywillja                | Привілля       | Приволье (Priwolje)            |
| Slowjanoserbka           | Слов'яносербка | Славяносербка (Slawjanoserbka) |
| Trostjanez               | Тростянець     | Тростянец                      |